# Sergio Nasca
Sergio Nasca (* 1. August 1937 in Rom; † 14. August 1989 ebenda) war ein italienischer Filmregisseur und Drehbuchautor.

## Leben
Nascas erstes Engagement in der Filmbranche war das als Regieassistent bei Enzo Battaglias Idoli controluce im Jahr 1965. In der Folgezeit war er als Aufnahmeleiter und Produktionsleiter für fünf Filme bis 1968 verantwortlich. 1973 debütierte er als Regisseur des aufgrund seiner Gewalt und seines Zorns kontroversen Il saprofita, mit dem er einen der wenigen Filme der damaligen Zeit vorlegte, die dem in Genrekonventionen erstarrten italienischen Filmwesen Erneuerung zumuteten. Zwei Jahre legte er mit dem von der Zensur zur Titel-Kurzform gezwungenen Malia, vergine e di nome Maria eine derbe Komödie cor. Nascas wenige folgenden Filme zeigten die Wandlung von provokativer Wut hin zu bittersüßen Komödien, die mit dem Massengeschmack flirteten; deutlich wurde dies auch in einem Drehbuch für Regisseur Giorgio Capitani und Darsteller Lino Banfi. 1986 drehte er mit der Biografie D’Annunzio einen Kassenerfolg. Sein letzter Film vor seinem frühen Tod nach langer Krankheit, La posta in gioco, erzählt mit Anteilnahme und aufrichtig von Korruption und politischen Ränkespielen.

## Filmografie (Auswahl)
- 1973: Il saprofita
- 1975: Malia, vergine e di nome Maria
- 1976: Stato interessante
- 1981: Il paramedico
- 1986: Die Sünden des D’Annunzio (D’Annunzio)
- 1988: La posta in gioco